# رأس العين (قطنا)
بلدة رأس العين بلدة سورية تابعة لمدينة قطنا التابعة لمحافظة ريف دمشق، ترتفع 997 م عن سطح البحر تقع جنوب ناحية الديماس .
تحدها القرى والبلدات التالية: العمرات- يعفور - ومن الشمال ناحية الديماس. تتميز البلدة بطبيعتها الساحرة وجوها الرائع، يوجد بها العديد من المنتزهات على ضفة نهرها، وقد حباها الله نبعة ماء عذبة تروي العديد من القرى المجاورة.

## تجارة
تشتهر قرية رأس العين بالسياحة , حيث يتوافد عدد كبير من  العائلات من المنطقة الى رأس العين لقضاء وقت ممتع في متنزّاهتها , و أشهر المنتزهات و أوّلها منتزه بستان النبع.